# Ејлерт Мете
Ингве Ејлерт „Јарвис” Мете (швед. Yngve Eilert "Garvis" Määttä; Кируна, 22. септембар 1935 − Седертеље, 7. мај 2011) био је шведски хокејаш на леду и хокејашки тренер који је током каријере играо на позицијама нападача.
Највећи део играчке каријере провео је играјући за екипе Шелефтеа и Седертаљеа у Шведској лиги, а у првој лиги је у периоду 1956−1972 одиграо 313 утакмица, уз учинак од 178 голова и 125 асистенција. Последње две сезоне у каријери провео је у друголигашкој екипи Окерса. 	
Био је стандардни репрезентацивац Шведске за коју је играо на једном олимпијском турнира и на пет светских првенстава. Са репрезентацијом је освојио једну сребрну олимпијску медаљу (ЗОИ 1964 у Инзбруку), две титуле светског првака (СП 1957. и СП 1962), два сребра (СП 1963 и СП 1967) и једну бронзу (СП 1958 и СП 1965) на светским првенствима. У финалу олимпијског турнира 1964. постигао је изједначујући гол за 4:4 против Совјетског Савеза. 
По окончању играчке каријере две сезоне је радио као тренер, прво у друголигашком тиму Худинге, а потом и за Јургорден у сезони 1978/79. 